# Airplane Cloth
Airplane Cloth är ett i Irland tillverkat mycket starkt tyg av oblekt lingarn, som används för bokbinderiändamål  Det är särskilt lämpat som "gångjärn" för vikningar, t.ex. sammanfogningen mellan en boks pärm och dess rygg.